# Pseudotrochalus constrictus
Pseudotrochalus constrictus är en skalbaggsart som beskrevs av Moser 1919. Pseudotrochalus constrictus ingår i släktet Pseudotrochalus och familjen Melolonthidae. Inga underarter finns listade i Catalogue of Life.